# Kokia lanceolata
Kokia lanceolata är en malvaväxtart som beskrevs av Frederick Lewis Lewton. Kokia lanceolata ingår i släktet Kokia och familjen malvaväxter. IUCN kategoriserar arten globalt som utdöd. Inga underarter finns listade i Catalogue of Life.